# Don Shula
Donald Francis Shula, más conocido como Don Shula (Grand River, Ohio, 4 de enero de 1930-Miami, Florida, 4 de mayo de 2020), fue un jugador y entrenador estadounidense de fútbol americano.
Fue conocido por haber dirigido a los Miami Dolphins, equipo con el que consiguió dos Super Bowls, y haber conseguido la única temporada perfecta en la historia de la NFL. Shula fue nombrado como el deportista del año en 1993 por parte de Sports Illustrated. Actualmente cuenta con el récord de la NFL de más victorias en su carrera con 347. Shula solo tuvo dos temporadas en las que perdió más partidos de los que ganó en sus 36 años como entrenador en la NFL y tiene el récord con la mayor cantidad de Super Bowls jugados con seis. En su primer juego de Super Bowl fijó el récord de un equipo en la final sin poder anotar, cuando no pudieron hacerlo sino hasta cuando quedaban 3:19 por jugarse. En su segunda final su equipo volvió a fijar otro récord negativo, terminando el partido con tan solo tres puntos. No obstante, todo cambió en su siguiente final al año siguiente, cuando mantuvo al equipo contrario fuera del marcador hasta cuando quedaban 2:07 en el partido, rompiendo así su negativo récord anterior y culminando la temporada sin haber perdido ningún solo partido. Hasta 2024, la temporada invicta de Shula sigue sin haber sido superada, y sus tres récords en partidos de Super Bowl y victorias totales en la NFL continúan liderando la liga.

## Biografía
Shula nació en Grand River, Ohio, una pequeña localidad sobre la costa del Lago Erie en la parte noreste del estado. Sus padres, Dan y Mary, eran de origen húngaro, habiendo inmigrado cuando eran niños. El padre de Shula trabajaba por $9 a la semana en un vivero de rosas y ahorró suficiente dinero para comprar la casa en la que Shula pasó los primeros años de su niñez. La casa estaba al lado de la tienda de los padres de Mary en Grand River. Shula jugó al fútbol americano en su barrio cuando era niño, pero sus padres le prohibieron continuar haciéndolo luego de que sufriera un corte en su cara cuando tenía 11 años.
A medida que la familia Shula se expandió –tenía seis hermanos, incluyendo a trillizos que nacieron en 1936– su padre consiguió un trabajo en la industria pesquera local por $15 a la semana, y luego trabajó en una planta de rayón cerca de Painesville. Shula fue a la escuela primaria Santa María, una escuela católica privada en Painesville; su madre era una católica devota y su padre se convirtió a la religión cuando se casaron. Luego fue a la Escuela Secundaria Harvey en Painsville y jugó para el equipo de fútbol americano a partir de 1945. No trató de entrar al primer equipo debido a la prohibición de su madre y porque se estaba recuperando de un brote de neumonía, pero un entrenador asistente lo descubrió en una clase de educación física y lo convenció a que se uniera al equipo. Shula falsificó las firmas de sus padres para poder hacerlo.
Pocas semanas después de unirse al equipo de fútbol de Harvey, Shula se convirtió en el halfback titular de la ofensiva de la escuela. Estuvo encargado de gran parte de las responsabilidades de pases y carreras del equipo, y contribuyó al récord de 7 victorias y 3 derrotas de la escuela en su último año. El equipo hubiese ganado una liga de no haber sido por una derrota en un partido contra Willoughby a principios de temporada. Shula también fue corredor de velocidad y fue letterman en once ocasiones en sus tres años allí.
Mientras se preparaba para graduarse de la escuela secundaria en 1947, muchos hombres cuyas carreras en el fútbol americano profesional fueron retrasadas por su servicio durante la Segunda Guerra Mundial estaban compitiendo por becas deportivas. Como resultado de esto, Shula no pudo obtener una beca y consideró trabajar por un año antes de ir a la universidad. Ese verano, sin embargo, tuvo la oportunidad de conocer al exentrenador de fútbol de Painesville, Howard Bauchman, en una gasolinera, y él le sugirió que averiguara sobre las oportunidades de beca en John Carroll University. Shula obtuvo una beca por un año en esta escuela Jesuítica privada en University Heights, un suburbio de Cleveland. Su beca fue extendida para cubrir todos sus estudios luego de que Shula mostrara un buen desempeño en su primer año, incluyendo una victoria sobre Youngstwon State en octubre de 1948. En ese partido alcanzó 175 yardas y anotó en dos ocasiones luego de sustituir al halfback titular que se había lesionado. El mismo año, Shula consideró volverse un sacerdote católico luego de un retiro de tres días en John Carroll, pero finalmente decidió no hacerlo debido a su compromiso con el fútbol. Durante su último año en 1950 alcanzó 125 yardas en la victoria sobre Syracuse, equipo que era claro favorito en esa contienda.

## Carrera como jugador profesional
Se graduó en 1951 con un título en psicología con mención en matemáticas, y recibió una oferta de trabajo para enseñar y entrenar al equipo de fútbol en la Escuela Secundaria de Canton en Canton, Ohio por $3.750 al año ($33.726 en dólares de 2013). Los Cleveland Browns de la National Football League, sin embargo, lo habían elegido en la novena ronda del Draft de 1951 en el pasado mes de enero. Cleveland había ganado el Campeonato de la NFL de 1950 con una fuerte defensiva y una ofensive liderada por el quarterback Otto Graham, el fullback Marion Motley y el extremo Dante Lavelli. Shula se unió al campamento de entrenamiento de los Browns junto a su compañero de equipo en John Carroll, Carl Taseff, quien el técnico de Cleveland, Paul Brown, había elegido en la 22.a ronda. Brown hizo sus selecciones en parte debido a que el técnico de John Carroll, Herb Eisele, había asistido a sus clínicas de entrenamiento y utilizaba tácticas y terminología similares a las de Brown. Tanto Shula como Taseff fueron fichados por el equipo y se convirtieron en sus dos únicos novatos en 1951. Shula firmó un contrato por $5.000 al año y jugó como profundo defensivo junto a Warren Lahr y Tommy Jones.
Jugó los 12 partidos de Cleveland en 1951, debutando como titular en octubre y consiguiendo cuatro intercepciones. Los Browns, por su parte terminaron con récord de 11-1 y llegaron a la final por segundo año consecutivo. El equipo perdió ese partido 24-17 frente a Los Angeles Rams en Los Ángeles.

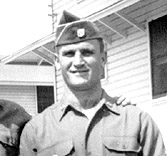
Shula sirvió por 11 meses en la Guardia Nacional de Ohio en 1952 durante la Guerra de Corea.

Era miembro de la unidad de la Guardia Nacional de Ohio que fue activada al año siguiente durante la guerra de Corea. El servicio militar en Ohio y en Fort Polk en Luisiana lo mantuvieron alejado de las canchas hasta que fue relevado en noviembre de ese año. Cuando regresó a los Browns, firmó un contrato por $5.500 al año y jugó cinco partidos al final de la temporada tras convertirse en titular luego de que otros jugadores sufrieran lesiones. Los Browns volverían a llegar a la final, partido que volverían a perder, esta vez ante los Detroit Lions. A principios de 1953, los Browns lo enviaron junto a Taseff y otros ocho jugadores a los Baltimore Colts a cambio de cinco jugadores de los Colts, entre ellos los tackles Mike McCormack y Don Colo. Antes de unirse a Baltimore, obtuvo una maestría en educación física en la Universidad Case Western Reserve en Cleveland.
Firmó un contrato por $6.500 dólares al año con Baltimore, equipo que se estaba preparando para su primera temporada luego de haberse trasladado desde Dallas, en donde la franquicia tenía el nombre de Dallas Texans. El equipo rápidamente reemplazó a la anterior franquicia de los Colts que había desaparecido luego de la temporada de 1950. Los Colts terminaron con récord de 3-9 en 1953 pese a liderar la liga en recuperaciones defensivas, incluyendo tres intercepciones por parte de Shula. Baltimore continuó con dificultades al año siguiente bajo el mando del nuevo entrenador Weeb Ewbank, un ex asistente de los Browns. El equipo volvió a terminar 3-9 y terminó en la última posición en la NFL West, pese a que Shula alcanzó 5 intercepciones ese año -una máxima en su carrera.
Registró cinco intercepciones en 1955, pero los Colts terminaron la temporada con un registro de 5-6-1, muy lejos de estar cerca de pelear el título divisional. Shula se perdió los últimos tres partidos de la temporada luego de romperse la quijada en el empate 17-17 con Los Angeles Rams. Ewbank trajo al quarterback y futuro miembro del salón de la fama Johnny Unitas en 1956 como respaldo, pero los Colts perdieron más partidos de los que ganaron incluso después de que Unitas se volviera titular a mediados de temporada. Obtuvo solo una intercepción ese año. Los Colts lo dejaron ir al final de la pretemporada en 1957, y los Washington Redskins lo contrataron. Pasó una temporada con los Redskins y luego se retiró. En sus siete temporadas en la NFL jugó 73 partidos, interceptó 21 pases y recuperó cuatro balones.

## Carrera como entrenador

### Primeros años (1958–1962)
Obtuvo su primer trabajo como entrenador poco después de concluir su carrera como jugador, fichando como asistente técnico para la Universidad de Virginia bajo la dirección de Dick Voris en febrero de 1958 Virginia terminó ese año con un récord de 1-9. Se casó en el verano antes del inicio de la temporada con Dorothy Bartish, quien creció cerca de Painesville. Shula y Bartish comenzaron a salir juntos luego de que él se graduara de John Carroll; ella estaba trabajando como profesora en Hawái cuando él le propuso matrimonio.
Luego de una temporada en Virginia, fue fichado como asistente por la Universidad de Kentucky en 1959 bajo el mando del entrenador Blanton Collier. Collier había sido asistente de Paul Brown cuando Shula jugaba en Cleveland. Luego de una temporada en Kentucky, Shula obtuvo su primer trabajo como entrenador en la NFL como el entrenador de la línea defensiva profunda para los Detroit Lions en 1960. Los Lions consiguieron un récord de victorias positiva los tres años que Shula estuvo ahí bajo el mando del entrenador en jefe George Wilson y terminaron segundos en la NFL West en 1961 y 1962. La defensa de Detroit estuvo entre las mejores de la liga según puntos permitidos cuando Shula los dirigió, incluyendo la temporada 1962 cuando fueron la segunda mejor defensiva. Ese año, la defensa también fue la mejor de la liga en cuanto a yardas permitidas, con 3.217. El grupo defensivo de Detroit incluía a un grupo de lineros conocidos como "Los Temibles Cuatro"; en 1962 el grupo estaba formado por los tackles defensivos Roger Brown y Alex Karras y los extremos Darris McCord y Sam Williams.

### Baltimore Colts (1963-69)
Weeb Webank, que había dirigido a Shula en Cleveland y Baltimore, fue despedido como entrenador en jefe de los Colts en 1963 luego de una serie de temporadas perdedoras y desacuerdos sobre la estrategia y organización del equipo con el dueño Carroll Rosenbloom. Rosenbloom contrató de forma inmediata a Shula como el nuevo entrenador, poco después de haberlo reclutado para este trabajo. Shula tenía solo 33 años en ese entonces, convirtiéndolo en el entrennador más joven en la historia de la liga en ese momento, pero Rosenbloom conocía su personalidad y perspectiva desde sus días como jugador en Baltimore. Aunque Rosenbloom dijo que entendía que el haber traído a Shula era una movida riesgosa, sintió que traería consigo un mejor espíritu de equipo a los Colts. Shula había sido solo un jugador promedio, pero "siempre estaba tomando fotografías, hablando de fútbol", dijo Rosenbloom en ese entonces. "Siempre había querido dirigir".
Perdió su primer partido de temporada regular, un encuentro contra los Giants el 15 de septiembre. No obstante, los Colts de 1963 ganaron su siguiente partido y terminaron la temporada con récord de 8 victorias y 6 derrotas y un tercer lugar en la NFL Oeste. El equipo aún estaba liderado por Unitas, quién fue compañero de Shula en su último año como jugador en Baltimore y había ayudado a los Colts a ganar los campeonatos en 1958 y 1959. Los principales receptores del equipo eran Raymond Berry y el ala cerrada John Mackey, mientras que el extremo defensivo Gino Marchetti anclaba la defensiva.
Shula llevó al equipo a conseguir un récord de 12-2 en su segundo año. Esto puso a los Colts a la cabeza del NFL West y los clasificó a la final de 1964 frente a los Browns, quienes en ese entonces estaban dirigidos por Collier. Los Colts eran los claros favoritos para ganar el partido, incluso por parte de los periodistas de Cleveland, gracias en gran parte a su sólido grupo de receptors y a Unitas, quien tenía 2.824 yardas por aire y había ganado el premio de Jugador Más Valioso. El Halfback Lenny Moore también había conseguido 19 touchdowns, fijando así un nuevo récord en la NFL. Además de contar con la mejor ofensiva de la liga, la defensiva de los Colts había permitido el menor número de puntos en la NFL. Antes de la final, Collier dijo que Shula siempre había pensado en entrenar, incluso durante sus años como jugador, dándole la experiencia de un hombre que había estado en la profesión por diez años". Los Colts, sin embargo, perderían ante los Browns 27-0. Pese a la derrota, Shula ganó el premio al Entrenador del Año de la NFL.
Los Colts empataron el récord de 10-3-1 de los Green Bay Packers al final de la temporada 1965, obligando a un partido de repechaje que determinaría cual de los dos equipos jugaría la final. Los Colts habían perdido en dos ocasiones ante los Packers durante la temporada regular, y Unitas y su reemplazo Gray Cuozzo se encontraban lesionados para el partido de repechaje. Baltimore comenzó ganando 10-0 al mediotiempo utilizando al halfback Tom Matte como mariscal de campo, pero los Packers, dirigidos por Vince Lombardi, remontaron en la segunda mitad y lograron empatar el partido, enviándolo a tiempo extra. Los Colts detuvieron a los Packers en su primera drive del tiempo extra, pero no pudieron aprovechar su siguiente oportunidad desperdiciando un intento de gol de campo de Lou Michaels. Los Packers luego se posicionaron en zona de gol de campo, convirtiéndolo y ganando así el partido 13-10. Shula dijo después del partido que su equipo no podía esperar ejecutar su misma estrategia sin Unitas y Cuozzo, pero que los Colts "no merecían estar en esta liga si no podían vencer a Green Bay en tres intentos.
En la temporada siguiente los Colts cayeron al segundo lugar de la NFL West, año cuando se jugó el primer Super Bowl (Super Tazón) entre el campeón de la NFL y el ganador de la rival American Football League. En 1967, los Colts no lograron clasificar a los playoffs pese a conseguir un récord en la temporada regular de 11-1-2, perdiendo ante la recientemente creada División Costera en un desempate debido un récord de 0-1-1 contra Los Angeles Rams. La única derrota de los Colts fue un 34-10 ante los Rams en el Los Angeles Memorial Coliseum en el último domingo de la temporada.
Shula llevó a Baltimore a conseguir otro sólido año en 1968, cuando el equipo terminó con el mejor récord de la liga en temporada regular con 13 victorias y solo una derrota. El equipo venció a los Minnesota Vikings en el partido de playoff divisional, para después vencer a los Browns 27-0 en la final de conferencia la semana siguiente. Así fue que los Colts llegaron al Super Bowl III y allí se enfrentaron a los New York Jets. Los Jets fueron liderados por su quarterback, Joe Namath, quien garantizó una victoria antes del partido pese a no ser los favoritos. Nueva York Ganó el partido 16-7.
Shula terminó con un récord de 71-23-4 en siete temporadas con Baltimore, pero su récord en postemporada fue de solo 2-3, incluyendo derrotas en finales en las que los Colts eran los claros favoritos.

### Miami Dolphins (1970–1995)
Luego de la temporada 1969, Joe Robbie, dueño de los Miami Dolphins, reclutó y fichó a Shula para que sea el nuevo entrenador en jefe de Miami. Como resultado del fichaje de Shula, el equipo fue acusado de manipulación para cerrar este trato por parte de la NFL, lo cual obligó a los Dolphins a entregar su selección de primera ronda a los Colts. La decisión fue controvertida porque las negociaciones entre Shula y Robbie y la firma del contrato tuvieron lugar antes y después de la fusión oficial entre la NFL y la AFL, respectivamente. Si las negociaciones hubiesen concluido antes de la fusión, mientras la NFL y la AFL eran rivales, las reglas anti-manipulación de la NFL no hubiesen podido ser aplicadas.
Los equipos de Miami dirigidos por Shula fueron conocidos por sus grandes líneas ofensivas (lideradas por Larry Little, Jim Langer y Bob Kuechenberg), un fuerte juego por tierra (que incluía a Larry Csonka, Jim Kiick y Mercury Morris), sólidos mariscales de campo (Bob Griese y Earl Morrall), excelentes receptores (Paul Warfield, Howard Twilley y el ala cerrada Jim Mandich) y una defensa que operaba muy bien como una unidad cohesionada. Los Dolphins eran conocidos como "La Defensiva Sin Nombre" pese a que contaban con un buen número de grandes jugadores, incluyendo al DT Manny Fernández y al linebacker central Nick Buoniconti.
En 1972, los Dolphins terminaron la temporada regular invictos con un récord de 14-0-0. Barrieron con los playoffs y culminaron así la temporada perfecta con 17 victorias.
Shula cambió su estrategia a medida que cambió su personal. Sus equipos que participaron en los Super Bowls en 1971, 1972, 1973 y 1974 se destacaron por una ofensiva dominada por el juego por tierra y una defensiva dominante. En 1983, poco después de perder el Super Bowl XVII con los Washington Redskins, los Dolphins seleccionaron al mariscal de campo Dan Marino de la Universidad de Pittsburgh. Marino se ganó el puesto de titular a mediados de la temporada regular de 1983, y para 1984 los Dolphins habían regresado al Super Bowls gracias en gran parte al récord de Marino de 5.084 yardas por tierra y 48 pases de touchdown.
Pese a todo este éxito, la victoria de los Dolphins en el Super Bowl de enero de 1974 sobre los Minnesota Vikings terminó siendo el último título conseguido por Shula. Pese a su consistente éxito en la temporada regular, Shula no pudo obtener victorias significativas en la postemporada, perdiendo en sus 12 apariciones posteriores en los playoffs -incluyendo dos apariciones más en el Super Bowl- antes de retirarse luego de la temporada 1995.
Su retiro luego de que terminase esa temporada regular terminó con uno de los legados más grandes en la historia de la NFL. Fijó numerosos récords en sus 33 temporadas como entrenador. Es el entrenador con la mayor cantidad de partidos dirigidos (526), la mayor cantidad de temporadas consecutivas como entrenador (33), y apariciones en una Super Bowl con seis, cinco con Miami y una con los Colts. Shula tiene un récord de 2 victorias y cuatro derrotas en sus seis presentaciones en finales.
Shula fue el entrenador de los Miami Dolphins de 1972 que terminaron con un récord perfecto de 17-0 y ganaron el Super Bowl VII 14-7 sobre los Washington Redskins. El equipo de 1973 de Shula volvió a repetir como campeón, ganando el Super Bowl de 1974 sobre los Minnesota Vikings. La siguiente temporada los Dolphins parecían destinados a ganar su tercer título en tres años, pero finalmente cayeron 28-26 ante los Oakland Raiders en el playoff divisional de la AFC en uno de los mejores partidos en la historia de la liga. Con 35 segundos por jugar, Ken Stabler conocido como la la víbora de cascabel estaba por ser capturado por Vern Den Herder. Justo antes de recibir la tacleada, lanzó un pase completamente desesperado hacia adelante hacia su corredor Clarence Davis en los momentos finales del partido, acabando así con el dominio de los Dolphins. El equipo de Miami sufrió muchas bajas la siguiente temporada con la creación de la ahora desaparecida World Football League, perdiendo así tres de sus jugadores estelares -Larry Csonka, Jim Kiick y Paul Warfield- que se unieron a la recientemente creada liga. Hasta 2019, la franquicia de los Dolphins ha sido incapaz de recrear el éxito de las temporadas 1971-74.

## Vida posterior

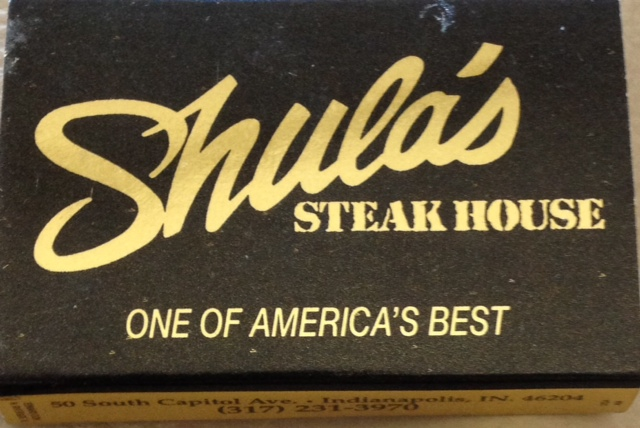
Caja de fósforos de Shula's Steakhouse en Indianápolis, Indiana, c. 1990.

Después de su retiro, Shula prestó su nombre a una cadena de churrasquerías, Shula's Steakhouse, propiedad de la acaudalada familia Graham, que se hizo amiga de Shula tras mudarse éste a Miami Lakes (Florida), un suburbio planificado por Graham. En los años siguientes, abrieron decenas de restaurantes con la marca Shula, principalmente en Florida, entre los cuales hay asadores, hamburgueserías y bares. Igualmente, Shula también puso su nombre a una línea de condimentos.
Shula también tiene un hotel en Miami Lakes donde se encuentra el primer Shula's Steakhouse, The Senator Course, en el Shula's Golf Club, The Spa at Shula's, y Shula's Athletic Club. El hotel tiene 205 cuartos para huéspedes y se especializa en servicios para deportistas profesionales y universitarios.
Shula se casó con Dorothy Bartish de Painesville el 19 de julio de 1958. Tuvieron cinco hijos: Mike, Donna, Sharon, Anne, y Dave. Dorothy murió de cáncer de mama el 25 de febrero de 1991. Ese mismo año se fundó la Fundación Don Shula para la Investigación del Cáncer de Mamas.
Se casó con Mary Anne Stephens el 16 de octubre de 1993. El 25 de noviembre de 1996 fue inducido en el Miami Dolphin Honor Roll. En 2007 comenzaron a ser publicados comerciales para NutriSystem destinados a personas de 60 años para arriba en los que aparecía Shula. Actualmente viven en la casa de Mary anne en Indian Creek, Florida, la cual recibió de su tercer divorcio con el inversionista Jackson Stephens.
Como parte de una campaña de concientización del gobierno, fue el primer estadounidense en registrarse para el plan de beneficios de medicinas de prescripción Medicare Part D, inscribiéndose justo después de la medianoche el 15 de noviembre de 2005.
En 2003, en el Super Bowl XXXVII en San Diego, Shula realizó el lanzamiento ceremonial de la moneda para cerrar las ceremonias previas al partido. En 2007, en el Super Bowl XLI en Miami, Shula fue parte de la presentación del Trofeo Vince Lombardi. El 25 de marzo de 2007, Shula entregó la Winners Cup a Tiger Woods, Ganador del Torneo de Golf WGC-CA de 2007 en el Doral Resort en Miami. El 3 de febrero de 2008 participó de la ceremonia de apertura del Super Bowl XLII.
En 2011, recibió la Medalla de Honor Ellis Island en reconocimiento por sus esfuerzos humanitarios. Shula ha sido muy religioso durante toda su vida. Dijo en 1974, en el punto máximo de su carrera como entrenador, que iba a misa todas las mañanas. En un momento de su vida Shula consideró convertirse en sacerdote católico, pero decidió finalmente que no podía comprometerse con ambas vidas.

## Legado

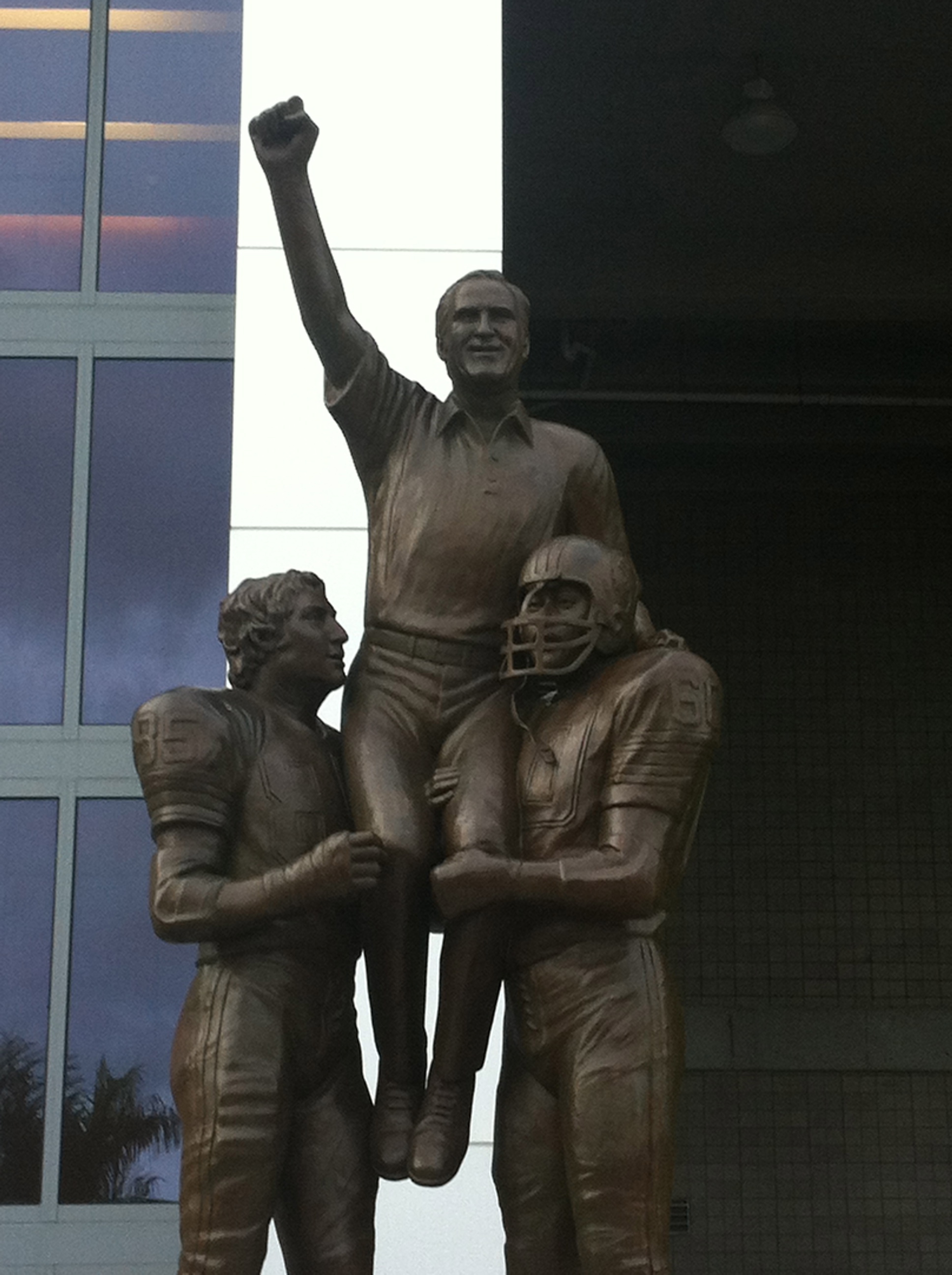
Una estatua de Shula afuera del Sun Life Stadium

Shula fijó numerosos récords en sus 33 temporadas como entrenador en jefe. Es el líder de todos los tiempos en victorias con 347. Es el entrenador con la mayor cantidad de partidos dirigidos (526), mayor cantidad de temporadas consecutivas (33), y derrotas en la Super Bowl (4, empatado con Bud Grant, Dan Reeves y Marv Levy). Sus equipos ganaron siete títulos de conferencia de la NFL: 1964, 1968, 1971–73, 1982 y 1984. Los equipos de Shula estuvieron constantemente entre los menos penalizados de la NFL, y Shula fue parte del Comité de Reglas para ayudar a cambiar el deporte y orientarlo hacia uno más predominado por pases. Tuvo un récord ganador frente a todos los entrenadores contra los que se enfrentó con la excepción de Levy, contra quién tuvo un récord de 5-14 en temporada regular y 0-3 en los playoffs.
Shula también se destaca por haber entrenado a cinco diferentes quaterbacks que llegaron al Super Bowl (John Unitas y Earl Morrall en 1968, Bob Griese en 1971, 1972 y 1973, David Woodley en 1982 y Dan Marino en 1984), tres de ellos (Unitas, Griese y Marino) futuros miembros del Salón de la Fama. También entrenó a John Unitas llevándolo a una final del Campeonato Mundial (en la era previa a los Super Bowls) en 1964. El único otro entrenador de la NFL que se acerca a la distinción de Shula es Joe Gibbs, quién llevó a tres quarterbacks diferentes al Super Bowl en cuatro ocasiones (Joe Theismann, Doug Williams y Mark Rypien), consiguiendo el título en tres ocasiones.
Shula ha sido honrado con el Estadio Don Shula en la Universidad John Carroll y la Autopista Don Shula en Miami. Un partido anual de fútbol universitario entre dos universidades del Sur de la Florida, Florida Atlantic University y Florida International University, ha sido nombrado como el Shula Bowl en su honor. El ganador del partido recibe un trofeo llamado el Premio Don Shula. El 31 de enero de 2010 se inauguró una estatua de él en el Sun Life Stadium.

## Fallecimiento
Falleció a los noventa años el 4 de mayo de 2020. La noticia fue difundida por los Miami Dolphins a través de las redes sociales.

## Obras
Ha coescrito tres libros: The Winning Edge (1973) con Lou Sahadi ISBN 0-525-23500-0, Everyone's a Coach (1995) ISBN 0-310-20815-7 y The Little Black Book of Coaching: Motivating People to be Winners (2001); ISBN 0-06-662103-8, ambos junto a Kendra Blanchard.

## Historial como entrenador
| Equipo    | Año       | Temporada regular | Temporada regular | Temporada regular | Temporada regular | Temporada regular               | Postemporada | Postemporada | Postemporada | Postemporada                                                                                        |
| Equipo    | Año       | Ganados           | Perdidos          | Empates           | % de Victorias    | Posición final                  | Ganados      | Perdidos     | % Victorias  | Resultado                                                                                           |
| --------- | --------- | ----------------- | ----------------- | ----------------- | ----------------- | ------------------------------- | ------------ | ------------ | ------------ | --------------------------------------------------------------------------------------------------- |
| BAL       | 1963      | 8                 | 6                 | 0                 | .571              | 3.o en la Conferencia del Oeste | -            | -            | -            | -                                                                                                   |
| BAL       | 1964      | 12                | 2                 | 0                 | .857              | 1.o en la Conferencia del Oeste | 0            | 1            | .000         | Derrotados ante los Cleveland Browns in NFL Championship Game.                                      |
| BAL       | 1965      | 10                | 3                 | 1                 | .769              | 2.o en la Conferencia del Oeste | 0            | 1            | .000         | Derrotados ante los Green Bay Packers in Western Conference Playoff.                                |
| BAL       | 1966      | 9                 | 5                 | 0                 | .643              | 2.o en la Conferencia del Oeste | -            | -            | -            | -                                                                                                   |
| BAL       | 1967      | 11                | 1                 | 2                 | .917              | 2.o en la División de la Costa  | -            | -            | -            | -                                                                                                   |
| BAL       | 1968      | 13                | 1                 | 0                 | .929              | 1.o en la División de la Costa  | 2            | 1            | .667         | Campeones del Campeonato de 1968 de la NFL. Derrotados ante los New York Jets en el Super Bowl III. |
| BAL       | 1969      | 8                 | 5                 | 1                 | .615              | 2.o en la División de la Costa  | -            | -            | -            | -                                                                                                   |
| Total BAL | Total BAL | 71                | 23                | 4                 | .755              |                                 | 2            | 3            | .400         | |
| MIA       | 1970      | 10                | 4                 | 0                 | .714              | 2.o en la AFC Este              | 0            | 1            | .000         | Derrotados ante los Oakland Raiders in AFC Divisional Game.                                         |
| MIA       | 1971      | 10                | 3                 | 1                 | .769              | 1.o en la AFC Este              | 2            | 1            | .667         | Derrotados ante los Dallas Cowboys in Super Bowl VI.                                                |
| MIA       | 1972      | 14                | 0                 | 0                 | 1.000             | 1.o en la AFC Este              | 3            | 0            | 1.000        | Campeones del Super Bowl VII.                                                                       |
| MIA       | 1973      | 12                | 2                 | 0                 | .857              | 1.o en la AFC Este              | 3            | 0            | 1.000        | Campeones del Super Bowl VIII.                                                                      |
| MIA       | 1974      | 11                | 3                 | 0                 | .786              | 1.o en la AFC Este              | 0            | 1            | .000         | Derrotados ante los Oakland Raiders in AFC Divisional Game.                                         |
| MIA       | 1975      | 10                | 4                 | 0                 | .714              | 2.o en la AFC Este              | -            | -            | -            | -                                                                                                   |
| MIA       | 1976      | 6                 | 8                 | 0                 | .429              | 3.o en la AFC Este              | -            | -            | -            | -                                                                                                   |
| MIA       | 1977      | 10                | 4                 | 0                 | .714              | 2.o en la AFC Este              | -            | -            | -            | -                                                                                                   |
| MIA       | 1978      | 11                | 5                 | 0                 | .688              | 2.o en la AFC Este              | 0            | 1            | .000         | Derrotados ante los Houston Oilers in AFC Wild-Cao Game.                                            |
| MIA       | 1979      | 10                | 6                 | 0                 | .625              | 1.o en la AFC Este              | 0            | 1            | .000         | Derrotados ante los Pittsburgh Steelers in AFC Divisional Game.                                     |
| MIA       | 1980      | 8                 | 8                 | 0                 | .500              | 3.o en la AFC Este              | -            | -            | -            | -                                                                                                   |
| MIA       | 1981      | 11                | 4                 | 1                 | .733              | 1.o en la AFC Este              | 0            | 1            | .000         | Derrotados ante los San Diego Chargers in AFC Divisional Game.                                      |
| MIA       | 1982*     | 7                 | 2                 | 0                 | .778              | 1.o en la AFC Este              | 3            | 1            | .750         | Derrotados ante los Washington Redskins in Super Bowl XVII.                                         |
| MIA       | 1983      | 12                | 4                 | 0                 | .750              | 1.o en la AFC Este              | 0            | 1            | .000         | Derrotados ante los Seattle Seahawks in AFC Divisional Game.                                        |
| MIA       | 1984      | 14                | 2                 | 0                 | .875              | 1.o en la AFC Este              | 2            | 1            | .667         | Derrotados ante los San Francisco 49ers in Super Bowl XIX.                                          |
| MIA       | 1985      | 12                | 4                 | 0                 | .750              | 1.o en la AFC Este              | 1            | 1            | .500         | Derrotados ante los New England Patriots in AFC Championship Game.                                  |
| MIA       | 1986      | 8                 | 8                 | 0                 | .500              | 3.o en la AFC Este              | -            | -            | -            | -                                                                                                   |
| MIA       | 1987      | 8                 | 7                 | 0                 | .533              | 3.o en la AFC Este              | -            | -            | -            | -                                                                                                   |
| MIA       | 1988      | 6                 | 10                | 0                 | .375              | 5.o en la AFC Este              | -            | -            | -            | -                                                                                                   |
| MIA       | 1989      | 8                 | 8                 | 0                 | .500              | 2.o en la AFC Este              | -            | -            | -            | -                                                                                                   |
| MIA       | 1990      | 12                | 4                 | 0                 | .750              | 2.o en la AFC Este              | 1            | 1            | .500         | Derrotados ante los Buffalo Bills in AFC Divisional Game.                                           |
| MIA       | 1991      | 8                 | 8                 | 0                 | .500              | 3.o en la AFC Este              | -            | -            | -            | -                                                                                                   |
| MIA       | 1992      | 11                | 5                 | 0                 | .688              | 1.o en la AFC Este              | 1            | 1            | .500         | Derrotados ante los Buffalo Bills in AFC Championship Game.                                         |
| MIA       | 1993      | 9                 | 7                 | 0                 | .563              | 2.o en la AFC Este              | -            | -            | -            | -                                                                                                   |
| MIA       | 1994      | 10                | 6                 | 0                 | .625              | 1.o en la AFC Este              | 1            | 1            | .500         | Derrotados ante los San Diego Chargers in AFC Divisional Game.                                      |
| MIA       | 1995      | 9                 | 7                 | 0                 | .563              | 3.o en la AFC Este              | 0            | 1            | .000         | Derrotados ante los Buffalo Bills in AFC Wild-Cao Game.                                             |
| Total MIA | Total MIA | 257               | 133               | 2                 | .659              |                                 | 17           | 14           | .548         | |
| Total     | Total     | 328               | 156               | 6                 | .678              |                                 | 19           | 17           | .528         | |

*Una huelga de jugadors de 57 días redujo la temporada regular de 1982 de 16 a 9 partidos.